# Катастрофа Boeing 737 в Бангкоке
Катастрофа Boeing 737 в Бангкоке — авиационная катастрофа, произошедшая в аэропорту Донмыанг (Таиланд) 3 марта 2001 года. Авиалайнер Boeing 737-4D7 авиакомпании Thai Airways International совершал рейс TG114 по маршруту Донмыанг—Чиангмай, но перед посадкой пассажиров взорвался топливный бак, после чего самолёт сгорел. В результате происшествия погиб 1 человек.

## Самолёт
Boeing 737-4D7 (бортовой номер HS-TDC, серийный — 25321/2113) принадлежал авиакомпании Thai Airways International.  Совершил первый полёт 22 августа 1991 года и за время эксплуатации совершил 21 006 часов налёта.

## Ход событий
Самолёт был припаркован у выхода 62 внутреннего терминала аэропорта Донмыанг в Бангкоке. На борту находились 8 членов экипажа, которые готовили самолёт к вылету.
Самолёт должен был совершить рейс Чиангмай. В список пассажиров вошли многие высокопоставленные лица правительства, в том числе премьер-министр Таксин Чинават и его сын Пантонгтае, но пассажиры ещё не сели в самолёт.
Температура на земле достигала 35 градусов по Цельсию, а кондиционеры, расположенные непосредственно под центральным баком крыла и выделяющие тепло во время работы, работали непрерывно с момента предыдущего полёта самолёта, в том числе около 40 минут на земле. В 14:48, примерно за 27 минут до запланированного вылета, пары топлива в центральном баке крыла воспламенились, что привело к взрыву. В салоне вспыхнул пожар, в результате которого погиб бортпроводник и ещё 6 человек получили ранения. Пожар был потушен в течение часа.

## Расследование
По результатам расследования, наиболее вероятной причиной стал кондиционер, который нагрелся, что и привело к взрыву топливного бака.